# Mozambiki csicsörke
A  mozambiki csicsörke (Crithagra mozambica), korábban (Serinus mozambicus) a madarak osztályának verébalakúak (Passeriformes) rendjébe és a pintyfélék (Fringillidae) családjába tartozó faj.

## Megjelenése

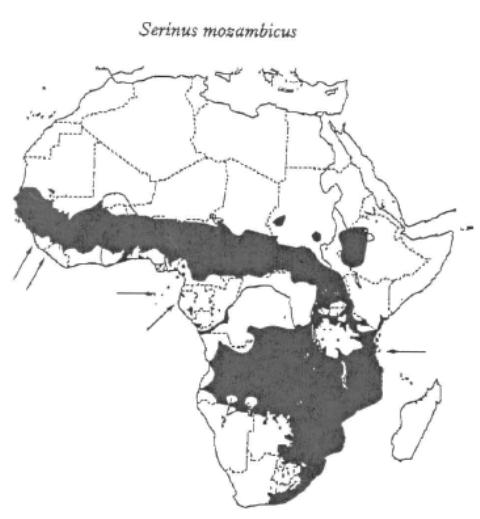

Madarunk közeli rokonságban áll a kanári madárral (Serinus canaria, nevezhetnénk akár kanári-szigeteki csicsörkének is) és a hazánkban is költő csicsörkével (Serinus serinus, talán helyénvalóbb lenne az európai csicsörke elnevezés).

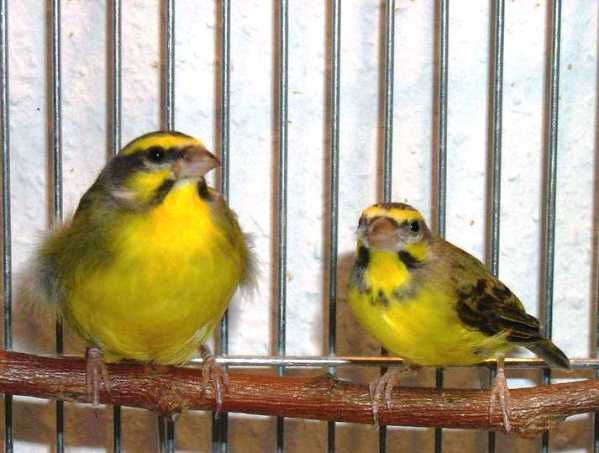

A törzsalakhoz tartozó (S. m. mozambicus, túlnyomó többségben ezt az alakot importálták Európába) hímeknek élénksárga tollazat díszíti a torkát, mellét, hasát, a homlokát, a szeme fölötti hosszú szemöldöksávját, a pofafoltját és a farcsíkját. Halványan sávozott dolmánya és háta olajzöld színű. A feje tetejét, a tarkóját, a szemsávját és kantárát szűrkés mák-kék színű fedőtollazat borítja. A fejtetőn feketés sötétszürke, szaggatott, vékony csíkozás látható. Az idősebb hímek testoldalán bohókásan szétállnak a fedőtollak. Az írisze sötétbarna, a csőre és a lába világos barnás hússzínű, a csőr felső kávája kissé sötétebb árnyalatú. 
Az ivarérett tojók jól megkülönböztethetőek a hímektől, ugyanis elegáns „nyakláncot” hordanak, amely egyedülálló nemi bélyegnek tekinthető a természetben. A mellükön egy szürkésfekete foltokból álló sáv húzódik keresztül, amely egyfajta arisztokratikus megjelenést kölcsönöz nekik. Összhatásában a tompább sárga színezetű tollazatot viselnek a tojók, nem olyan élénk színűek, mint a hímek. A szárny és farkatollai sötétbarnák sárgás szegéllyel. Szárnyain kitűnik két, keskeny, rövid sárgás színű szárnycsíkja. 

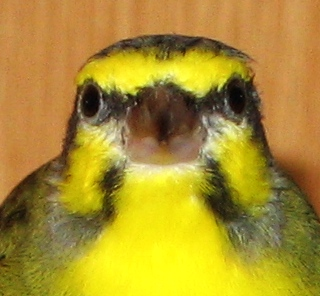

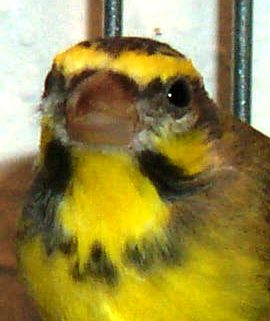

A fején mindkét oldalt egy-egy feketés sáv húzódik a csőre alsó kávájától lefelé. Ez az úgynevezett bajuszsáv. Mintha harcsabajuszt viselne. Ez egy kissé talán morcosabb külsőt kölcsönöz ennek az alig tizenöt grammos (11-17g), 12 cm hosszú kismadárnak (10–13 cm). A fiatal madarak inkább a tojókra hasonlítanak. Tollazatuk sárgája még a tojókénál is fakóbb, mellükön piszkossárga foltok figyelhetők meg. Nemüket csak a felnőttkori tollazatba történő átvedlés után lehet egyértelműen meghatározni. A hímek éneke a legbiztosabb ivari bélyege az immatur egyedeknek. 

## Elterjedése, élőhelye

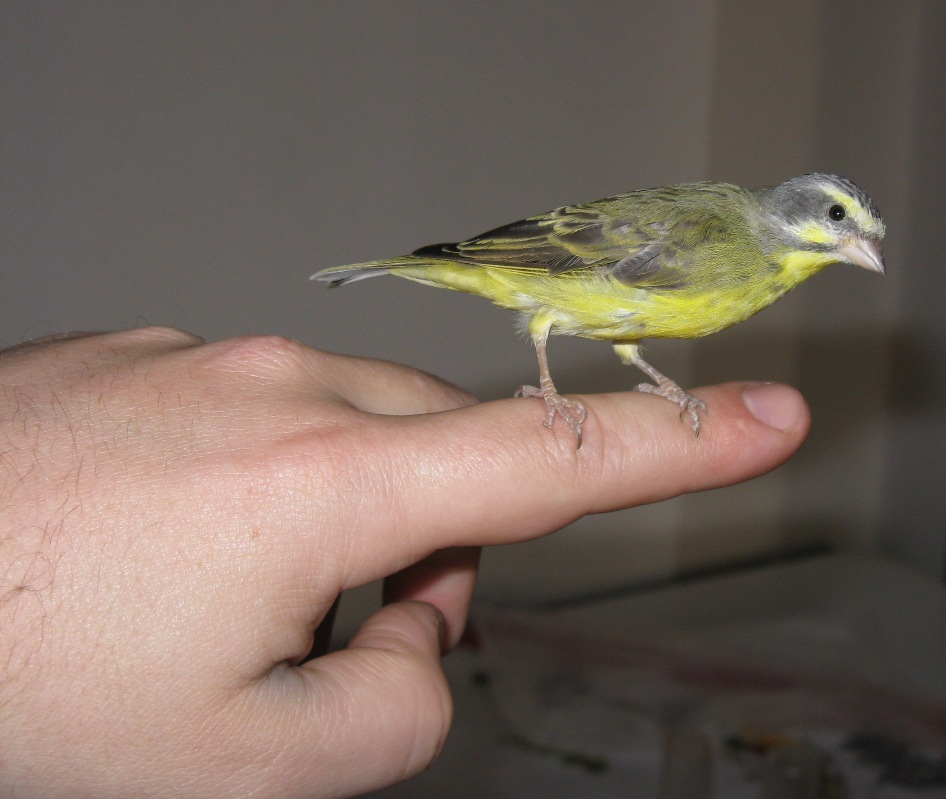

A mozambiki csicsörke közönséges endemikus fészkelő és szezonális kóborló faj Afrikában a Szaharától délre, kivéve az esőerdőket és a sivatagos vidékeket. Kifejezetten a száraz szavannás területeket kedveli, de előfordul erdős vidékeken és mezőgazdasági területeken is. Betelepítették az elábbi szigetekre: Sao Thomé, Mafia, Mauritius, Réunion, Rodriguez-sziget, Assumption-sziget (Seychelle-szigetek), Hawaii-ra valamint Puerto Rico-ba. Az Amirante-szigetcsoportokról eltűnt (Seychelle-szigetek).
Globális előfordulási területe igen nagy, közel 9.500.000 km². A teljes populáció nagysága nincs felmérve, de feltehetően igen nagy, mivel az elterjedési területén közönséges fajnak mondható (Fry és Keith, 2004). A populáció nagyságának változási tendenciája sincs felmérve, de feltehetően nem közelíti meg az "IUCN Red List" által definiált csökkenési kritérium küszöbszintjét (a csökkenés több mint 30%, 10 éven vagy 3 generáción belül). Habár 1985 óta több, mint 2.600.000 vadon befogott madár van bejegyezve a nemzetközi kereskedelemben (UNEP-WCMC CITES Trade Database, 2005 január), ellenben ismeretlen számú madarat fognak be és adnak el illegálisan. Azonban nem valószínű, hogy szignifikáns hatása van a díszmadár-kereskedelemnek a vadon élő populációra, amely alighanem meghaladja a kétmillió egyedet.

## Alfajai
Serinus mozambicus barbatus:

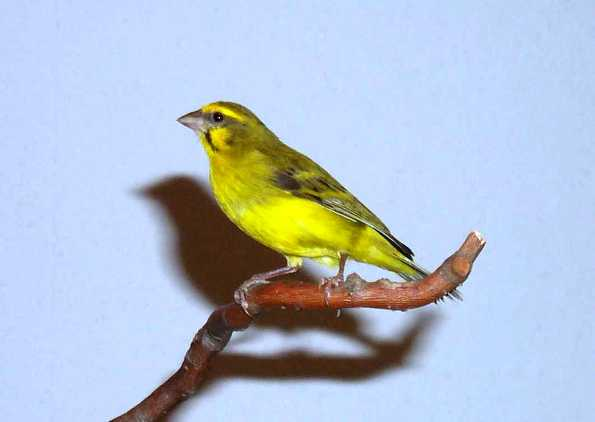

Alternatív latin nevek: S. m. pseudobarbatus, Serinus pseudobarbatus, Crithagra barbata
Alternatív angol név: Uganda Yellow-fronted Canary
Jellemző külső jegyek: fejtetőtől a hátig sárgás olajzöld színű és nyoma sincs a szürke színnek, vékony élénksárga szemöldöksáv
Serinus mozambicus caniceps:
Alternatív latin nevek: S. m. hartlaubii, Linaria caniceps, Crithagra hartlaubii
Alternatív angol név: Senegal Yellow-fronted Canary
Jellemző külső jegyek: a fejtető szürke, a dolmány színe fakóbb olajzöld, mint a barbatus alfaj esetében; homlok- és szemöldöksávja keskenyebb és kevésbé intenzív sárga, a tojók nyakfoltjai feketés színűek
Serinus mozambicus gommaensis:
Jellemző külső jegyek: testének felső része, háta sötétebb olajzöld, barnásan árnyaltabb, mint a barbatus esetében, homlok- és szemöldöksávja keskeny és világossárga színű
Serinus mozambicus granti:
Jellemző külső jegyek: hasonlít a törzsalakra, de felül mélyebb zöld színű, a fejtetőn található csíkozás kissé sötétebb és erőteljesebb, a tojónak alig kivehető a nyaksávja, nincsenek szürke foltjaik a mellükön, hasonlítanak a még nem teljesen kiszínesedett fiatal hímekre, a hímnek világosszürke a bajuszsávja, a faroktollak végei fehér színűek
Serinus mozambicus grotei:
Alternatív latin név: S. m. aurifrons
Alternatív angol név: Sennar Yellow-fronted Canary
Jellemző külső jegyek: felül sárgászöld, mint a barbatus, de fakóbb és barnásan árnyaltabb, a tojónak kettős nyakszalagja van, a bajuszsáv és a szemcsík palaszürke, testének alsó része kissé fakóbb, homlok- és szemöldöksávja széles és aranysárga színű
Serinus mozambicus mozambicus: 
Alternatív latin nevek: S. m. ictera, Serinus icterus songeae, S. m. madaraszi, Serinus madaraszi, S. m. songeae, S. m. gertrudis, Fringilla mozambica, Fringilla ictera, Ochrospiza mozambica
Alternatív angol nevek: Yellow-fronted canary, Yellow-eyed Canary, Green Singer, Small (Little) Green Singer
Jellemző külső jegyek: felül matt olajzöld sötétbarna sávozással, robusztusabb mint a barbatus, a koronája és a nyaka szürkésen színezett; sárga homlok- és szemöldöksávja széles, bajuszsávja fekete
Serinus mozambicus punctigula:
Alternatív angol név: Cameroon Yellow-fronted Canary 
Jellemző külső jegyek: hasonlít a barbatus alfajra, de testének felső része, háta kevésbé sárgás inkább sötétebb olajzöld színű; a homlok- és szemöldöksávja keskenyebb; a koronája zöldebb, mint a caniceps alfaj esetében, a tojók nyakfoltjai feketés színűek, kissé nagyobb, mint egy tipikus barbatus
Serinus mozambicus samaliyae:
Alternatív latin név: S. m. intensus
Jellemző külső jegyek:felül élénk olajzöld, mint a barbatus, de a dolmánya erősen sávozott ugyanúgy, mint a törzsalaknál, testének alsó része aranysárga
Serinus mozambicus santhome
Alternatív angol név: Sao Tome Yellow-fronted Canary
Jellemző külső jegyek: hasonlít a samaliyae alfajra, de sötétebb zöld felül, a mell oldalsó része és a testoldal zöldebb, a fejtető szürkésbarna színű
Serinus mozambicus tando
Alternatív angol név: Angola Yellow-fronted Canary
Jellemző külső jegyek: hasonlít a samaliyae alfajra, de sötétebb zöld felül, a mell oldalsó része és a testoldal zöldebb
Serinus mozambicus vansoni
Jellemző külső jegyek: meglehetősen fakóbb, mint a törzsalak, szürkészöldebb (kevésbé barnás), a fejtetőn található csíkozás kevésbé kifejezett

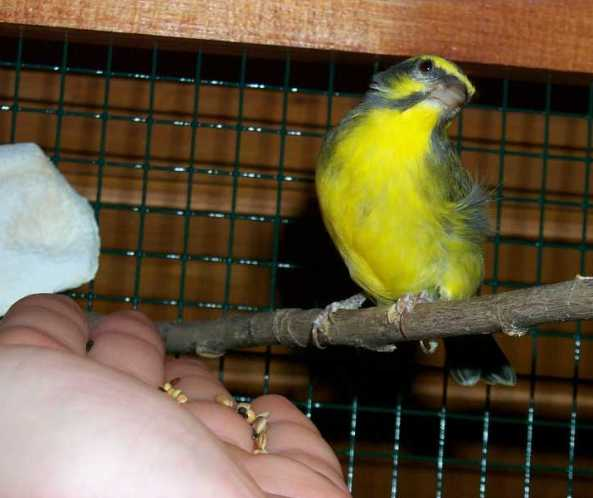

## Életmódja, viselkedése
Merész, élénk, energikus, kíváncsi természetű madárkák a mozambiki csicsörkék. Röptük gyors, manőverező képességük kiváló. 
Kapcsolattartó hangjuk egy rövid „csip”, néha duplán „csip-csip”. Hívóhangja különféle dallamos füttyentésekből áll: „szíí-vúú”, „véj-tszíí-véj”, „véj-tszrrr”, „tyuvéj-tyuvíí”, „tyuvéj-pú-tszííp”, gyakran hangicsálnak megszakítás nélkül, csak úgy komótosan, önálló rövidke énekfoszlányokkal fűszerezve; különböző variációkat hallat, de sajátságosan ismételgethet egyetlen motívumot is; például az egyik madár az énekét leggyakrabban egy „szíí-viri-csí-vúú” motívummal vezeti be, majd 3-4 újabb tétellel folytatja azt, míg egy másik pedig többször ismétel egy „szíí-szíí-szuvéjó-tyiuúp, szuvéjó-tyiuúp” dallamot egy hosszabb ének részeként. Egyes dalok harmonikus trillákkal és csicsergésekkel vannak díszítve, másokból pedig ez hiányzik. Ritkábban énekelnek folytonosan, de énekük hosszabban hallható, mint más csicsörkék esetében. Általában csak a hím énekesmadarak énekelnek, de a mozambiki csicsörke tojók is hangicsálnak, de a repertoárjuk csak egy-két motívumból áll. 
Fő táplálékát a természetben a kisebb magvak teszik ki; de ezenfelül virágszirmokat, gyümölcsöket, kisebb levelek, nektárt is fogyasztanak, továbbá megeszik a légy lárvákat, levéltetveket és a kisebb hernyókat. A fiókákat termeszekkel, szöcskékkel valamint tekintélyes mennyiségű maggal etetik.
A természetben általában párokban vagy familiáris csoportokban élnek, gyakran gyakran megfigyelhetőek 5-10-es csapatokban, nagy ritkán 20-100 példányos madárseregben is. 
Az átlagos élettartamuk az első hat hónapot követően 2,3 év, habár néhány madár a 6-7 éves kort is megélheti. Fogságban akár 15 évet is megélhetnek.

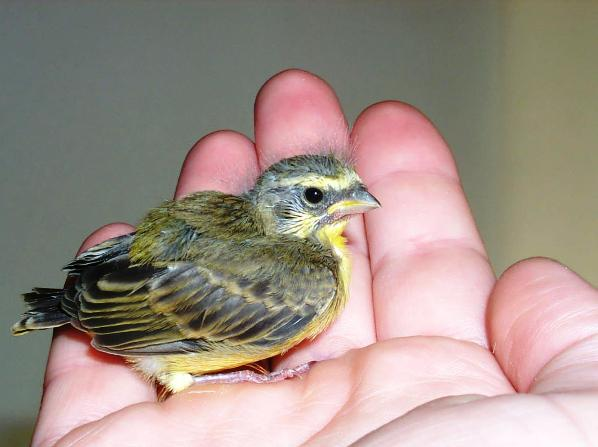

## Tartása
Alapvetően könnyen, speciális igények nélkül tartható, szívós, nem különösebben kényes madarak ezek a mozambiki csicsörkék. Nagy mozgásigényük miatt az elhelyezésük tágasabb kalitkában, volierben javasolt. Áprilistól novemberig kerti röpdében is tartható.
A mozambiki csicsörkék magevő madarak, ami azt jelenti, hogy táplálékuk alapját különböző magvak jelentik (fogságban: kölesfélék, fénymag, muharmag). Azonban a madarak igényelnek ezeken kívül olajos magvakat is (fogságban: négermag, kender). Standard kanári és pinty magkeverék adható nekik egy-egy arányban összekeverve szélesebb etetőtálkában tálalva, hogy jobban tudjanak a magok közt válogatni. Ezt érdemes kiegészíteni még egy kis kendermaggal és négermaggal (ezekkel csínján kell bánni, mert szinte habzsolják és mivel ezek olajos magvak, könnyen elhízhatnak tőle a madaraink), muharmaggal valamint egy kis étkezési mákkal. A fürtös kölest is nagyon szeretik. Kapjanak még alma-, kígyóuborka szeletet, édes paprikacsumát, saláta-, tyúkhúr-, gyermekláncfű levelet. A különböző gaznövények bugáiban lévő félérett magokat is nagyon kedvelik (pl.: útifüvek, disznóparéj stb.). A tojásos lágyeleséget is adjunk nekik, amely általában főtt tojásból és egzótás granulált lágyeleségből áll egy kis mézzel és szépiareszelékkel megfűszerezve. A csíráztatott pintymagkeveréket is szeretik.

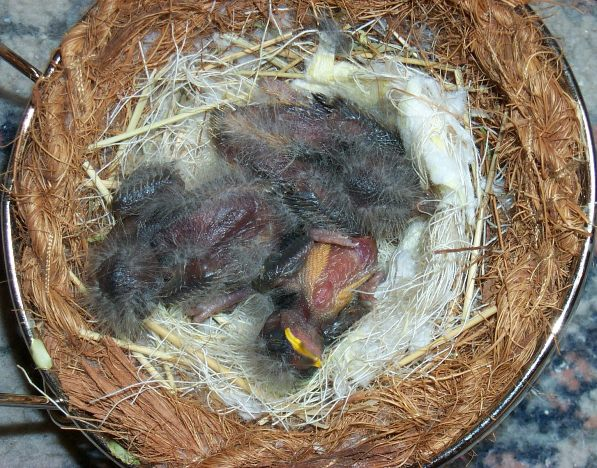

## Tenyésztése
Tenyésztésükhöz először is természetesen nélkülözhetetlen egy összehangolt 1-8 éves pár. A természetben nyitott fészekben költenek a mozambiki csicsörkék. A fészket a hím és a tojó egyaránt építik. Általában 1-4 (átlag 3) tojásból áll egy fészekalj. 
Egymást követő napokon jelennek meg a tojások, melyek tojásdad alakúak, enyhén fényes felületűek; tiszta fehér, szürkésfehér, kékesfehér vagy halvány krémszínűek, folttalanok vagy apró narancsos barna vagy sötétbarna pöttyökkel enyhén pettyezettek, a tompább végeiken elmosódott, halványlila héjfoltok lehetnek Az inkubációs idő 13-14 nap. A fészket a tojó üli, de a fiókanevelésbe a hím is aktívan kiveszi a részét. 
A fiókák 16-21 napos korukban hagyják el a fészket. Ezután még körülbelül két hétig etetik a szülők őket, de ezalatt már rálépnek az önállósodás útjára. Mesterséges körülmények között a kevés fészekanyaggal előbélelt, nyitott kanári fészekkosarakat előszeretettel igénybe veszik. Fészekanyagként fűszénát és kis papírvatta- vagy papírzsebkendő darabkákat kínálhatunk fel nekik és némi lószőrt. A költési időszak kezdetén gyakrabban kapjanak tojásos lágyeleséget, zöldeleséget és csíráztatott magokat. A tojásrakáshoz elengedhetetlen a szépiaváz, a fiókaneveléshez pedig a lisztkukacok, amelyekből naponta több mint egy tucatot is elfogyaszthatnak.